# Hogna ruricolaris
Hogna ruricolaris là một loài nhện trong họ Lycosidae.
Loài này thuộc chi Hogna. Hogna ruricolaris được Eugène Simon miêu tả năm 1910.